# Pierre d'Anduze
Pierre, dit d'Anduze, parfois de Situlvero, mort au plus tard en 1155/56, est un ecclésiastique, abbé de Saint-Gilles, puis archevêque de Narbonne, au milieu du XIIe siècle, sous le nom de Pierre II. Il semble appartenir à la Maison d'Anduze.

## Biographie

### Origines
La date de naissance de Pierre n'est pas connue et sa filiation fait débat.
Il serait, selon ses déclarations, reprises par Histoire générale de Languedoc (H.G.L.), le fils de Sybille,. Il serait ainsi, par conjoncture, le frère de Bernard, qui affirme également être le fils de Sybille, et qui a épousé Ermengarde de Narbonne, Vicomtesse de Narbonne,. Le Gallia Christiana reprendra cette tradition. Les recherches de Malbos concernant la famille féodale d'Anduze et Sauve (1977) ne mentionnaient pas Pierre, mais seulement Bernard IV, le mari d'Ermengarde, fils de Bernard III.
Jacqueline Caille publie, en 2005, une généalogie dans laquelle elle indique que Pierre et Bernard seraient les fils de Bernard († v. 1119), petit-fils de Raimond Pelet d'Anduze († 1100). Leur mère pourrait être Sybille de Montpellier, fille de Guilhem V.

### Abbatiat
Pierre est abbé de Saint-Gilles de 1124/1125 jusqu'en juin 1150,. Le chanoine Étienne Goiffon (1882), dans sa liste des abbés, l'appelle Pierre de Situlvero alias d'Anduze.
Goiffon (1882) indiquait qu'il avait été élu par le pape Calixte II, et confirmé par son successeur, Honorius II, à la condition que Pierre se rende auprès de l'abbé de Cluny pour lui promettre obéissance. Mazel (2006) souligne qu'il est le premier abbé issu de la communauté désigné pour diriger le monastère, sans en avoir référer à Cluny. Des différents vont émerger avec l'abbé de Cluny, chargé de réformé l'abbaye, à propos des privilèges des moines. Deux bulles mettent fins aux tensions en 1132 et 1133. Saint-Gilles obtient son émancipation vis-à-vis de Cluny.
Pierre participe à un synode, organisé à Uzès, en 1139.
Il met en place des règles et coutumes de l'abbaye, connues sous le nom de Consuetudines abbatie Sancti Ægidii.

### Épiscopat
Il monte sur le trône vers 1149, sous le nom de Pierre II,.
Pierre semble mourir vers 1155/56.